# Goethit
Goethit är en gul eller gulbrun järnoxid med den kemiska formeln α-FeOOH är ett mineral i diasporgruppen, bestående av järn(III)oxid-hydroxid, närmare bestämt α-polymorfen. Det finns i jord och andra lågtemperaturmiljöer som sediment och utgör en viktig beståndsdel i rost. Goethit förekommer som små partiklar och har därför en stor specifik yta, dock lägre än den för ferrihydrit, ofta mellan 40 och 200 m²/g.
Goetit har varit välkänt sedan urminnes tider för dess användning som pigment (brunockra). Bevis har hittats för dess användning i färgpigmentprov tagna från grottorna i Lascaux i Frankrike. Det beskrevs första gången 1806 baserat på prover som hittades i Hollertszug-gruvan i Herdorf, Tyskland. Mineralet fick sitt namn efter den tyske polymaten och poeten Johann Wolfgang von Goethe (1749–1832).

## Egenskaper
Goethit är en järnoxihydroxid som innehåller järn(III). Det är huvudkomponenten i rost och myrmalm. Goethits hårdhet varierar från 5,0 till 5,5 på Mohs-skalan, och dess specifika vikt varierar från 3,3 till 4,3. Mineralet bildar prismatiska nålliknande kristaller ("nåljärnsten") men är mer typiskt massiv.
Feroxyhyt och lepidocrocit är båda polymorfer av järnoxihydroxiden FeO(OH) som är stabila vid tryck- och temperaturförhållandena på jordens yta. Även om de har samma kemiska formel som goethit, gör deras olika kristallina strukturer dem till distinkta mineraler.
Dessutom har goethit flera högtrycks- och högtemperaturpolymorfer, som kan vara relevanta för förhållandena i jordens inre. Dessa inkluderar ε-FeOOH, som har en ortorombisk kristallstruktur, en polymorf av kubisk pyrittyp med eller utan att förlora väte och en ultratät hexagonal struktur.
Goethit har samma kristallstruktur som diaspor, det analoga aluminiumoxid-hydroxidmineralet. Syre- och hydroxidjoner bildar en hexagonal tätpackad struktur, med järnjoner som fyller oktaedriska platser mellan anjonerna. Platserna fyllda av järnjoner bildar parade kedjor som löper längs med kristallen, med de två kedjorna i varje par sammanfogade av hydroxidjoner.

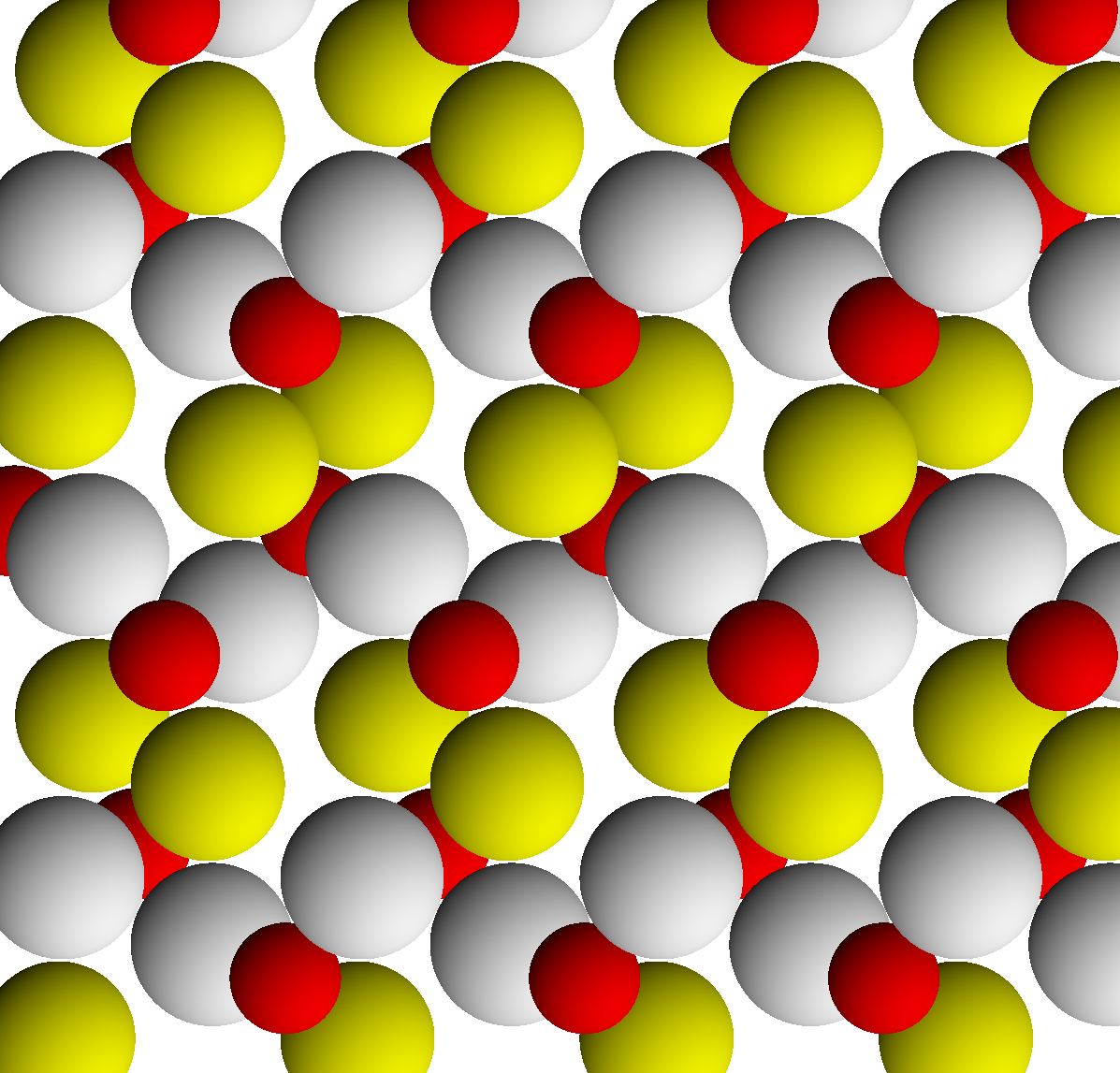
Goethitkristallstrukturen visad längs [001]. Röda joner är järn, vita är syre och gula är hydroxid.
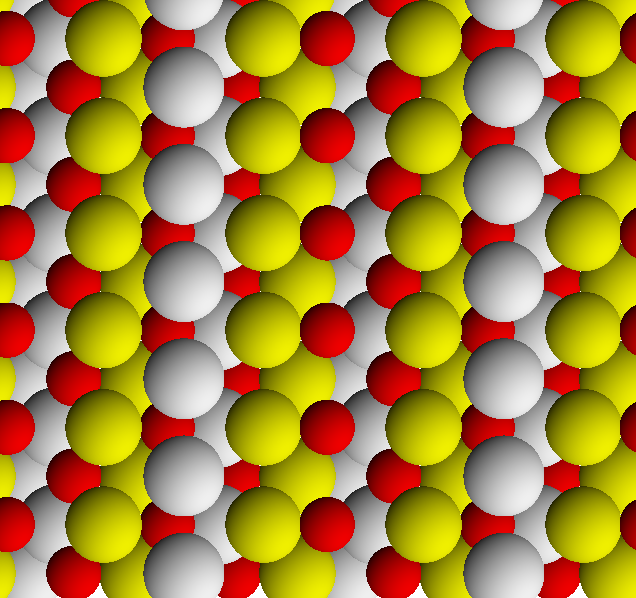
Goethitkristallstrukturen visad längs [010].

## Förekomst
Goethit finns över hela planeten, vanligtvis i form av konkreta formationer, stalaktitiska formationer, ooliter (en form som består av små runda korn cementerade tillsammans), reniforma (njurformer) eller botryoidala (globulära, som druvklasar) ansamlingar. Den är också en mycket vanlig pseudomorf. Den påträffas ofta i de sumpiga områdena vid toppen av källvatten ('myrjärn'), på grottgolv och på botten av sjöar och små bäckar. ”Lådverk” eller oxidationszoner som härrör från oxidation av sulfidmalmavlagringar är bildat av goethit tillsammans med andra järnoxider och kvarts.
Betydande avlagringar av goethit finns i England, Kuba och i Minnesota, Missouri, Colorado, Alabama, Georgia, Virginia och Tennessee i USA.
Avlagringar som är betydande på plats, om än inte i överflöd, har hittats i Mars krater Gusev av NASA:s Spirit rover, vilket ger starka bevis för närvaron av flytande vatten på planeten i ett tidigare skede av dess utveckling.
Limpetmusslors tänder består till cirka 80 procent av goethitfibrer med endast tiotals nanometer i diameter, tillräckligt små för att vara okänsliga för fel, vilket står för deras extrema draghållfasthet på 3,5–6,0 GPa och elasticitetsmodul på 120 ± 30 GPa. 

## Användning
Dess huvudsakliga moderna användning är som järnmalm, som kallas brun järnmalm. Goethit är en viktig komponent i ockrapigment, och har värmebehandlats för användning som rött pigment sedan paleolitisk tid. Järnrika lateritiska jordar som har utvecklats över serpentinstenar i tropiska klimat bryts för sitt järninnehåll, såväl som andra metaller.
Fina goethitexemplar är sällsynta och är därför värdefulla samlarobjekt. Bandade eller skimrande varianter skärs och poleras till cabochoner för smyckestillverkning.
I en kunglig grav i det antika kungariket Frygien hittades en kropp som tros vara kung Gordias, far till den legendariske kungen Midas. Gravhöljet hade färgats med ett färgämne innehållande goethit, vilket i sitt ursprungliga oförblekta tillstånd skulle ha fått höljet att se ut som om det var vävt av guld. Historiker spekulerar i att legenden om kung Midas gyllene touch kan ha sitt ursprung från frygiska kungligheter som bär kläder gjorda av sådana guldfärgade textilier.

## Bildgalleri

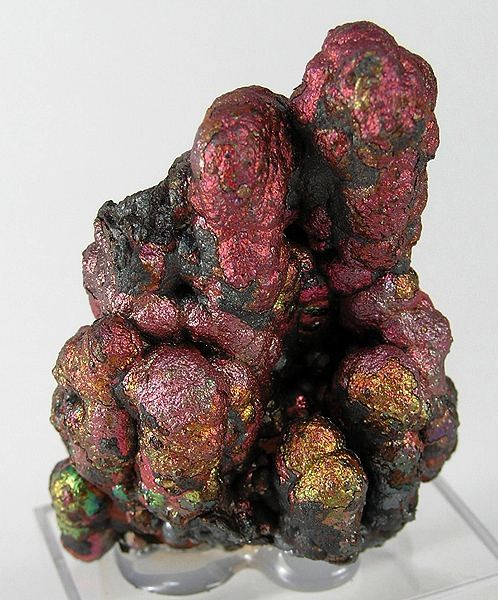
Iriserande goethit, Filón Sur Mine, Tharsis, Huelva, Spanien
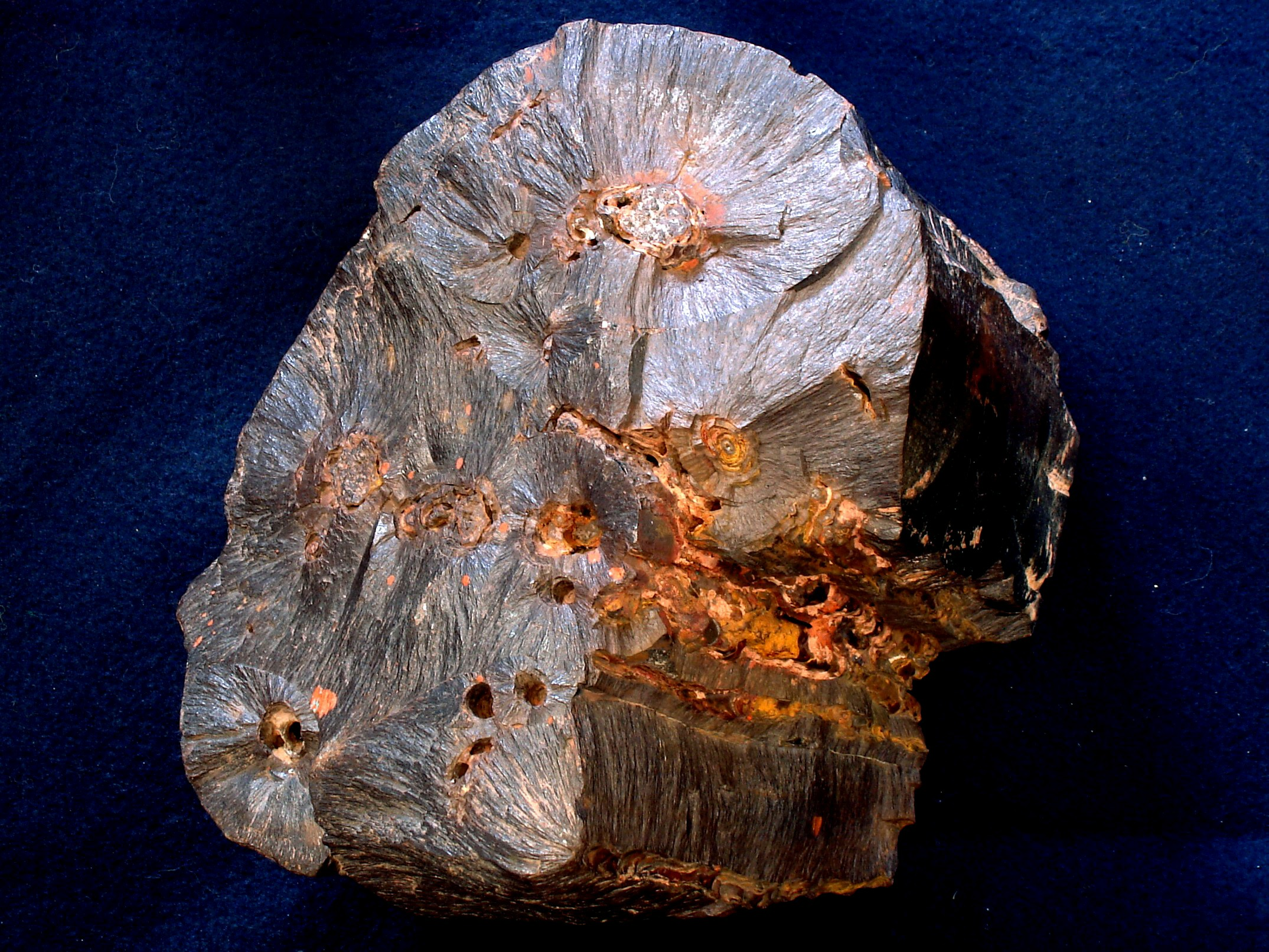
Goethit från Minas Gerais, Brasilien
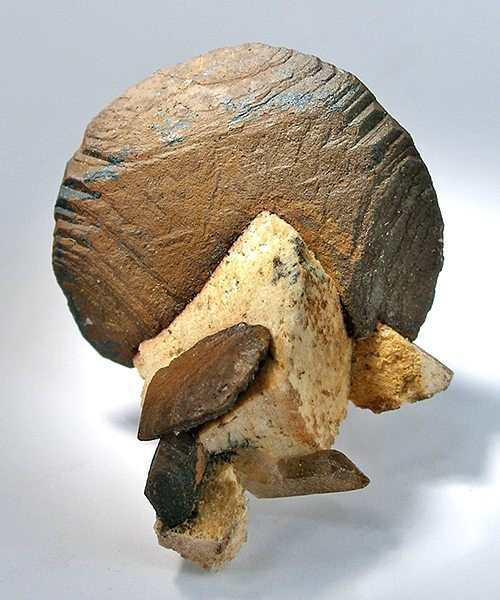
En skarp, skivformad kalcit har här helt ersatts av goethit, som bevarar den ursprungliga formen perfekt
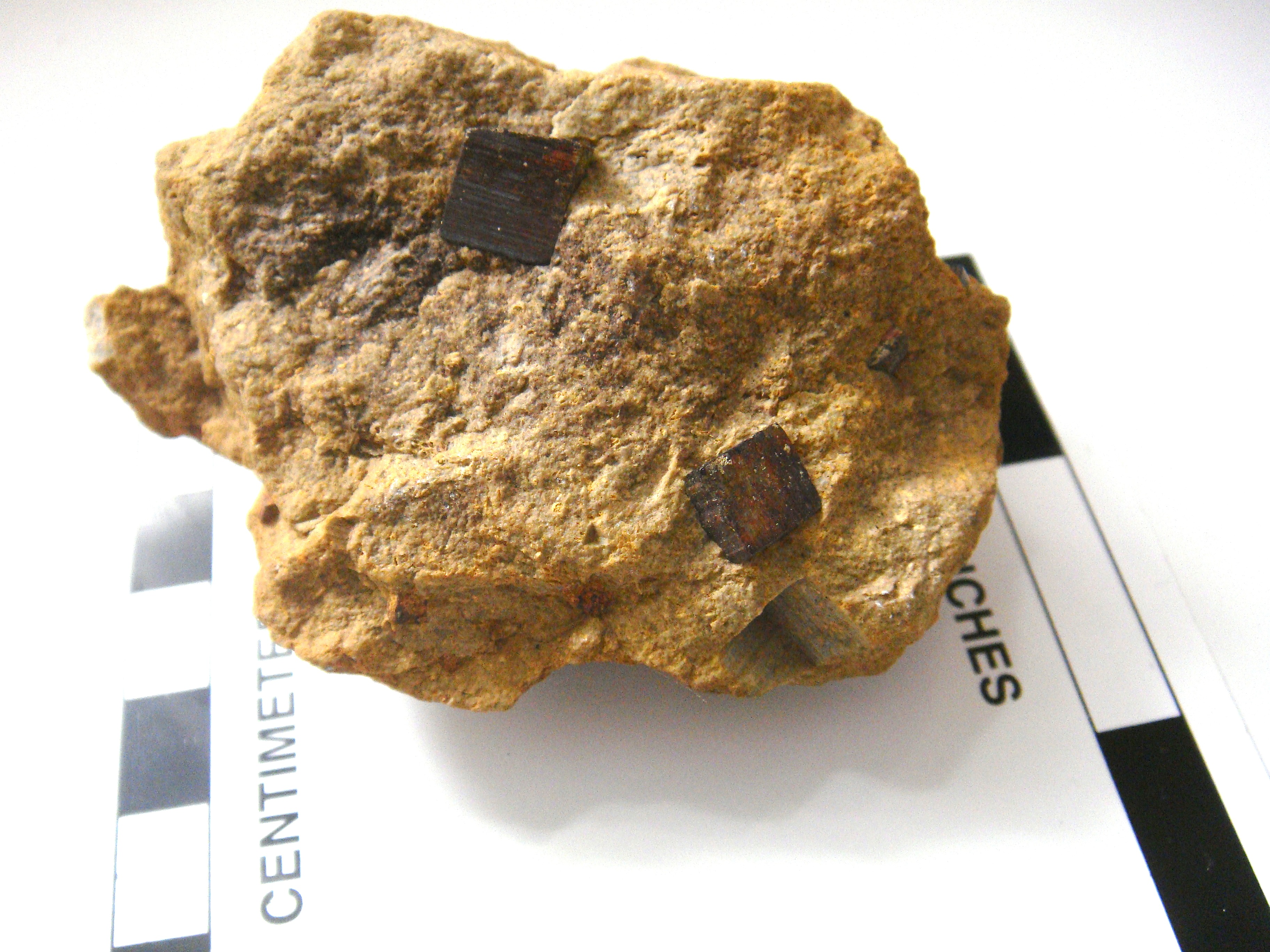
Goetitbeläggning ersätter rostade pyritkuber
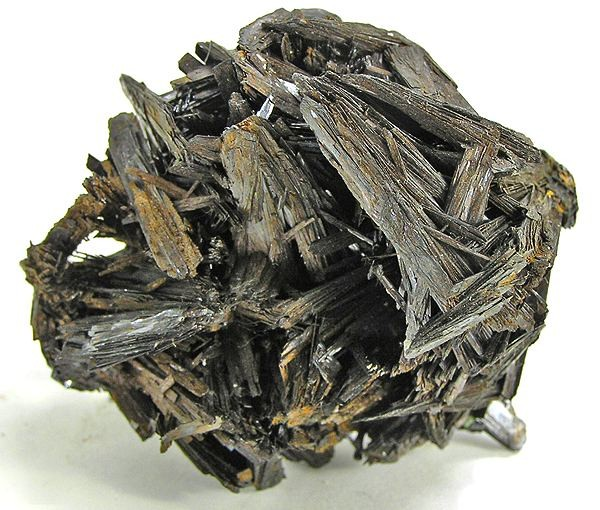
Fint kristalliserat exemplar av goethit från Lake George, Park County, Colorado, USA
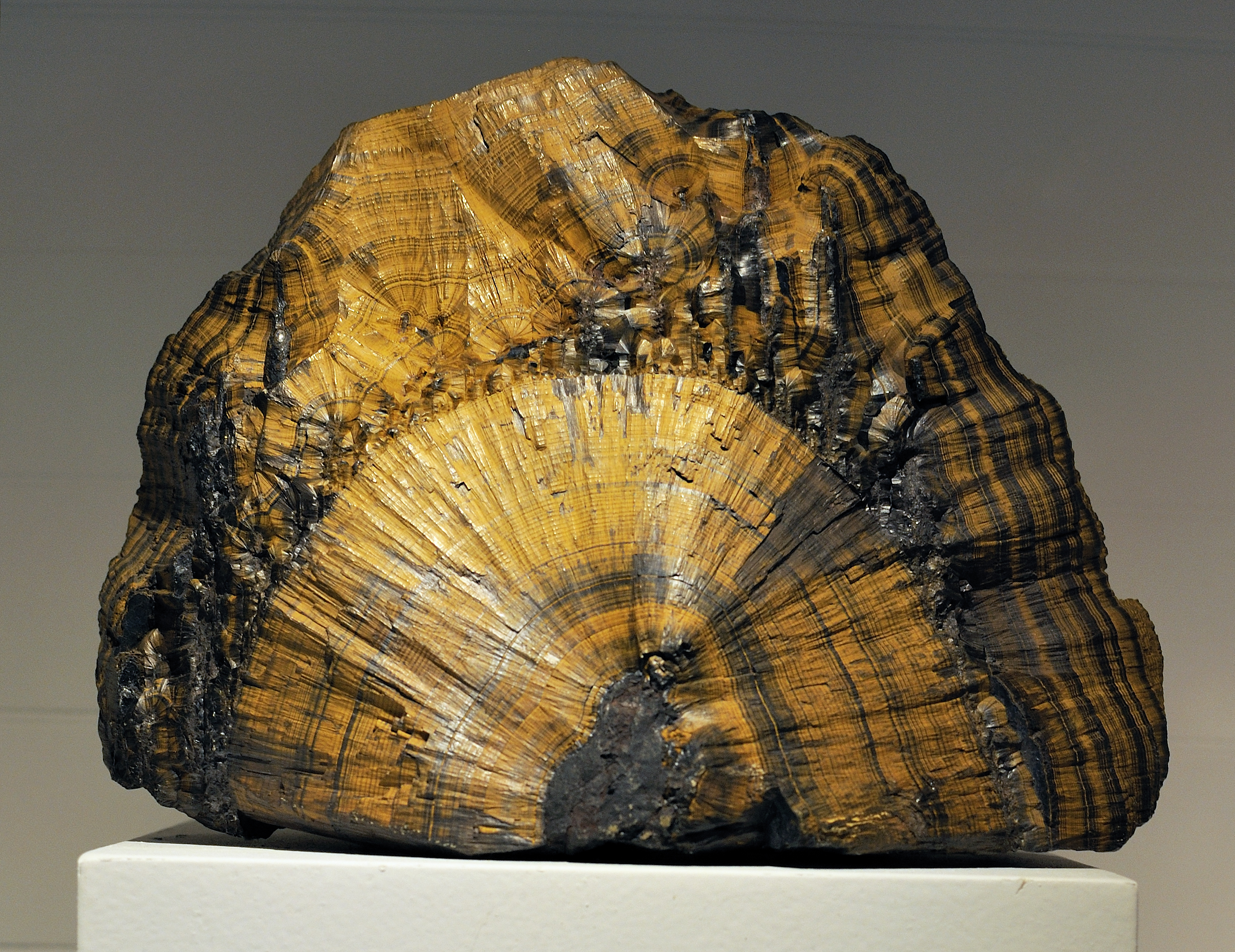
Goethit från Negaunee, Marquette County, Michigan, USA